# Lancovo
Lancovo – wieś w Słowenii, w gminie Radovljica. W 2018 roku liczyła 506 mieszkańców.